# Plateau de Djavakhétie
Pour les articles homonymes, voir Djavakheti.

Près du lac Paravani, dans le parc national de Javakheti, sur le plateau de Djavakhétie. Septembre 2017.

Le plateau de Djavakhétie est un plateau volcanique de Géorgie, dans les montagnes de Transcaucasie. Il couvre la région administrative de Samtskhé-Djavakhétie, le long de la frontière de la Géorgie avec la Turquie et l'Arménie. Le plateau se trouve à plus de 2 000 mètres au-dessus du niveau de la mer.
Le plateau de Djavakhétie est une vaste étendue plane et herbeuse (steppe alpine) avec plusieurs zones humides et des lacs alpins. La région comprend six des plus grands lacs de Géorgie : le Paravani, le Tabatskouri, le Khantchali, le Madatapa, le Kartsakhi et le Saghamo.
Les terres humides du Djavakhétie sont incluses dans la Liste des zones humides d'importance internationale particulièrement comme habitats des oiseaux d'eau de la convention de Ramsar.
Le plateau est traversé du nord au sud par la chaîne montagneuse d'Abouli-Samsari, une série de cône volcanique.